# Каспійське (Калінінградська область)
Каспійське (рос. Каспийское) — селище Гусєвського району, Калінінградської області Росії. Входить до складу Михайловського сільського поселення.
Населення —  68 осіб (2015 рік). 

## Населення
| 2002 | 2010 |
| ---- | ---- |
| 80   | ↘68  |